# Ramberger Tal
Das Ramberger Tal ist ein Tal im Pfälzerwald.

## Lage
Das sich in Nord-Süd-Richtung erstreckende Tal liegt im Landkreis Südliche Weinstraße und wird vom Dernbach durchflossen. In ihm liegen mit Dernbach im Süden und dem namensgebenden Ramberg im Nnorden insgesamt zwei Ortsgemeinden. Seitentäler sind das Holpertal im Nordosten und das Nonnental im Nordwesten. Im Norden markiert die Passhöhe Drei Buchen den Übergang zum Modenbachtal.

## Geschichte
Früher war im Tal die Bürstenindustrie ansässig. An diese Epoche erinnert das in Ramberg befindliche Bürstenbindermuseum. Nach Inbetriebnahme der Bahnstrecke Landau–Rohrbach in den Jahren 1874 und 1875 wurde der Güterverkehr aus dem Tal über den Bahnhof Albersweiler (Pfalz) abgewickelt.

## Verkehr
Durch das Tal verläuft in Nord-Süd-Richtung die Landesstraße 506.

## Tourismus
Durch das Tal führen unter anderem der Prädikatswanderweg Pfälzer Weinsteig, der mit einem rot-weißen Balken markierte Höcherbergweg und der mit einem roten Punkt gekennzeichnete Weg von Hertlingshausen nach Petit Wingen. Im nördlichen Talbereich befinden sich mehrere Wochenendhäuser.